# 吉田郡山城
吉田郡山城（よしだこおりやまじょう）は、広島県安芸高田市吉田町吉田にあった日本の城。安芸国の戦国大名・毛利氏の居城であった。城跡は「毛利氏城跡 多治比猿掛城跡 郡山城跡」として多治比猿掛城と共に国の史跡に指定されている。

## 概要

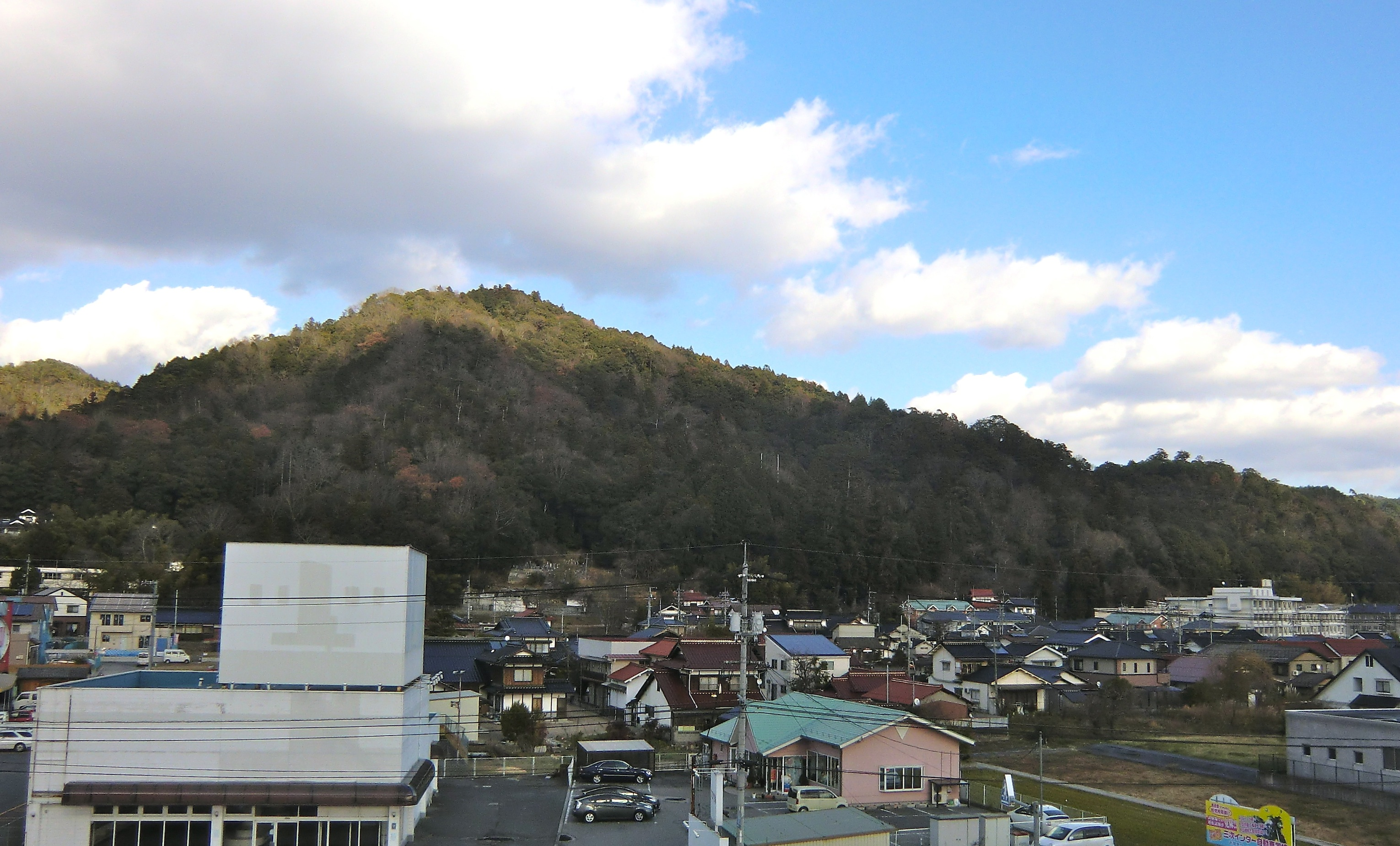
吉田郡山城跡の遠景

城は可愛川（江の川）と多治比川に挟まれた吉田盆地の北に位置する郡山全山に及ぶ。築城初期は砦のような小規模な城だったが、毛利氏の勢力拡大とともに拡張され、山全体を要塞とする巨大な城郭となった。後に毛利輝元が広島城へ移るまでのあいだ居城としていた。

## 沿革

### 室町時代まで
吉田郡山城の築城時期は不明とされるが、城内にある祇園社（正中2年（1325年）より以前の創建。現在の清神社）より後に築城されたとされる。
毛利時親が吉田荘（よしだのしょう）の地頭職として下向したのは建武3年（1336年）であるが、宝永2年（1705年）に書かれた「高田郡村々覚書」には「時親公より以後」に吉田郡山城に住んだと記述してある。
文和元年（1352年）に毛利元春が「吉田城」なる城に籠もったこと記録されていたり、応永4〜7年（1371-1374年）の毛利親衡書状の宛先が「郡山殿」となっているため、元春が築城したと解説される場合もあるが、これが吉田郡山城のことを指すのかどうか、現存の吉田郡山城に直接繋がる城なのかどうかは定かではない。
当初の郡山城は砦程度の小規模な城で、一般的な国人領主や豪族の城と変わりなく、12代目にあたる毛利元就が入城する大永3年（1523年）までは大きな変化はなかった。元就は国人領主の盟主から戦国大名への脱皮を図り、郡山全体に城域を拡張していく。郡山全域の城郭化が始まったのは元就の晩年と考えられており、天文9年（1540年）から翌年正月まで続いた吉田郡山城の戦いの頃はまだ拡張前だった。ただし、尼子詮久（後の尼子晴久）率いる3万の大軍を撃退したこの合戦では、農民男女を加えた8000余りが籠城したとされるので部分的な拡張が始まっていた。少なくとも、南麓に堀が設けられたのは、天文20年（1551年）頃とされ、城域が拡張されたのも天文年間の後半とする見方もある。

### 安土桃山時代
拡張・整備が続けられた吉田郡山城内には、城主元就だけでなく、嫡子毛利隆元や一部の重臣たちの館も設けられたといい、戦時のみ城郭に籠もる従来型の山城から、平時の居館と戦時の城郭が一体化する近代的な性格を持つ城に変わった。元就の孫の毛利輝元の頃には石垣や瓦葺きなども使った近代的な城郭へと変貌した。天守は元就時代には無かったが、見張り用の櫓が本丸の最上段に建てられた。輝元時代には三層三階の天守があったともいうが詳細は不明である。天正12年（1584年）にも城の修築・城下の整備を輝元が指示しており、城下の上町を「しらかへ」にするように命じていたり、毛利氏が豊臣秀吉に従属した後に使用したと考えられる金箔瓦も出土している。
しかし、山間部の盆地に位置する吉田郡山城は交通の便も悪く、天正19年（1591年）に広島城がほぼ完成すると、吉田郡山城は毛利氏の本拠としての役割を終え、家臣や城下町の商人らは広島城下に移住した。廃城時期は、毛利氏の広島移住後の天正19年、関ヶ原の戦い直後の慶長5年（1600年）頃などと諸説あるが、毛利氏の本城としての役目を終えた天正19年が事実上の廃城時期と言って差し支えないと考えられる。この時に、山麓の堀は埋められたとも言われているが、大坂城天守閣で保存されている穂井田元清書状内で、文禄3年（1594年）に元清が兄の小早川隆景とともに吉田に出頭したとあり、何らかの形で吉田郡山城が維持されていたことが確認できる。また、山城を重視する輝元が、完全な平城である広島城に対して、詰めの城として引き続き吉田郡山城を温存していたとの見方もある。

### 江戸時代
慶長20年（1615年）に江戸幕府が出した一国一城令により吉田郡山城も取り壊され、寛永14年（1637年）に島原の乱が起きると、キリシタンの決起を恐れた幕府によって、石垣や堀なども破却・撤去された。幕末には広島藩の支藩として広島新田藩が成立し、文久3年（1863年）に吉田郡山城の麓部分に陣屋が置かれた（吉田陣屋）。明治2年（1869年）に廃藩となり、陣屋の建物は廃され、もしくは移築された。
江戸時代中期には吉田郡山城とその城下を描いた絵図「吉田郡山御城下古図」が作成された（現在は毛利家文書として山口県文書館に収蔵）。また、幕末にも浅野氏による測量が行われた。

### 現代

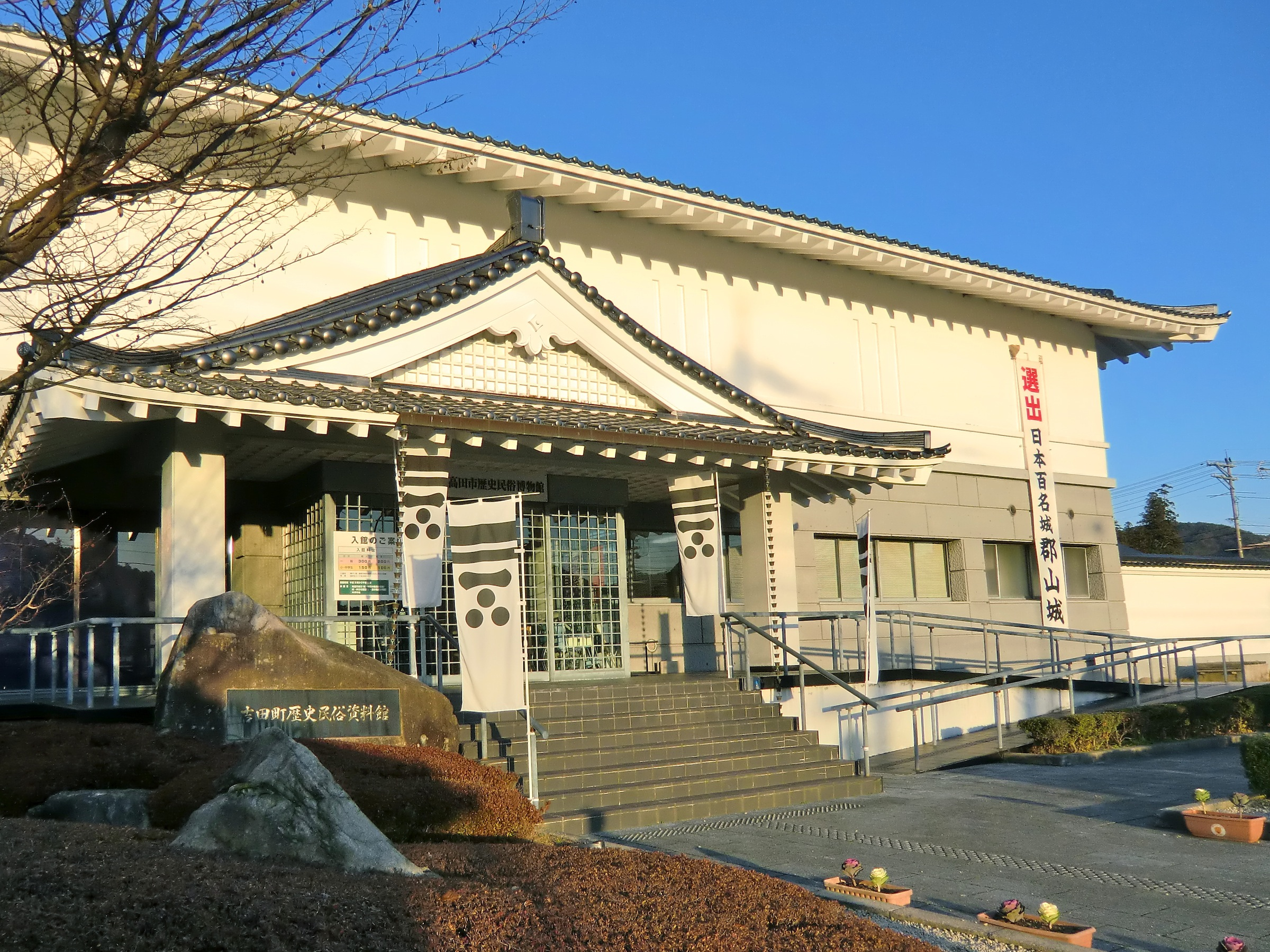
安芸高田市歴史民俗博物館

明治初期に、毛利元就墓所の改修工事が行われ、二の丸跡の石垣から一部の石が運び出されたと記録がある。
1940年（昭和15年）に吉田郡山城跡が国の史跡に指定され、1988年（昭和63年）には多治比猿掛城跡を追加して「毛利氏城跡 多治比猿掛城跡 郡山城跡」となった。
1990年（平成2年）、郡山山麓に吉田町歴史民俗資料館（現・安芸高田市歴史民俗博物館）が開館、毛利氏関連資料が公開された。また郡山の西にある大通院谷の渓流砂防事業により公園が整備されているが、それに先だって1995年（平成7年）頃より発掘調査が行われている。この調査では、毛利氏時代より古いものを含めて、遺構・遺物が発掘された。2006年（平成18年）4月6日、日本100名城（72番）に選定された。

## 構造
城の遺構は、標高約390メートル（比高190メートル）の山頂部から放射状に延びる尾根とその支尾根や谷部に大小270以上の曲輪がある。複数の尾根（尾根ごとに多数の曲輪があるため、それぞれが小城のような造りになっている）を組み合わせた複雑な縄張りは、他の国人領主たちの城とは大きく異なる特徴である。
城の南には内堀、西には大通院谷、北の尾根には裏手の山（甲山）と区分する堀切があり、これら城域部分の総面積は7万m2に及ぶ。 山頂部が本丸で一段下がり二の丸、さらに三の丸と続く。石垣が使われたのは、本城の中枢部分である本丸から三の丸周辺までである。

### 曲輪

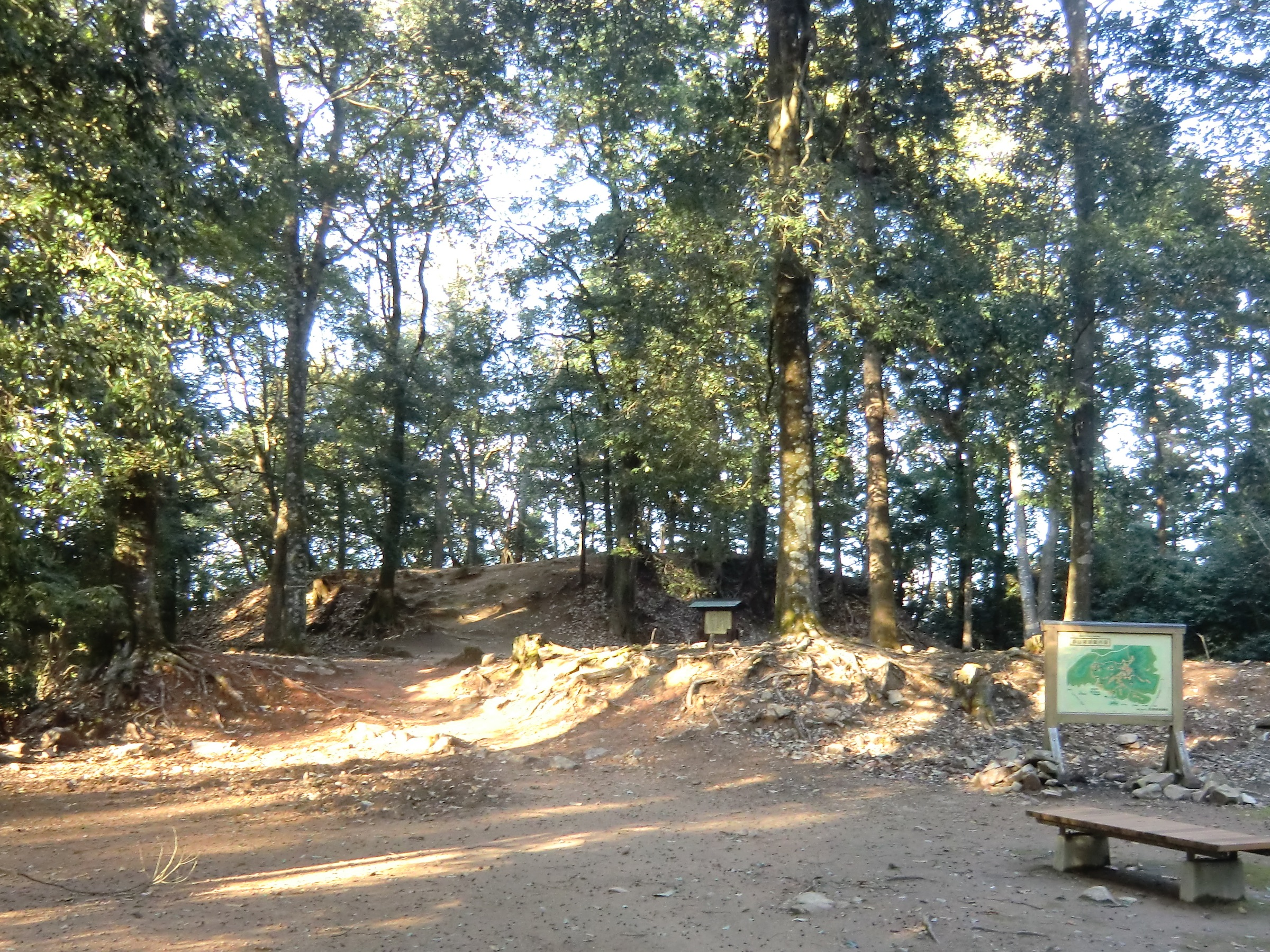
本丸と二の丸の周辺（手前が二の丸、中央が本丸、最奥部が本丸櫓台）

本丸
郡山山頂に位置する一辺が約35メートルの曲輪。元就の屋敷があった。北端に一段高くなった櫓台（長さ23メートル、幅10メートル）がある。前述の吉田郡山御城下古図や、天正15-16年（1587-1588年）頃に描かれた絵図には、本丸に三層の天守閣が描かれている。
二の丸
高さ0.5メートル幅1メートルの石塁や石垣で囲まれ、27メートルと15メートルの方形に区画されている。二の丸の南側には石垣跡が残っているが、往年は東側・西側にも石垣があったと推定される。
三の丸
城内最大の曲輪で、石垣・土塁・掘削などによって四段に分けられている。石塁・石垣などが現存する。西側の虎口には、石垣の中に階段が組み込まれて内枡形となっており、近世城郭的な構造である。三の丸から連なる帯曲輪には御蔵屋敷あった。
釜屋（かまや）の壇
本丸から15メートル下がった北側に位置し、炊事場があった。6つの段で形成される曲輪群。ここから北へ向かうと羽子の丸へ出る。
厩（うまや）の壇
三の丸の東から東南に400メートル伸びる尾根の基部で、壇の下に馬場があった。厩の壇は11段、馬場は9段の曲輪群である。
妙寿寺の壇
郡山南側を守る13段の曲輪。
勢溜（せだまり）の壇
御蔵屋敷の下段を堀切で区画して独立させた大小10段の曲輪から成り立つ。この壇のすぐ側を通る道が、本丸から城下に続く大手筋と考えられており、本丸守備兵が滞在するなど厳重な防御線を形成していたと思われる。
釣井（つりい）の壇
本丸の西側にある1段の曲輪。直径2.5メートルの石垣で組まれた井戸があるが、現在は埋もれており深さは4メートルに止まる。
姫の丸
本丸の北にある7段の曲輪群で、本丸北側の石垣の基部にあたる。「一日一力一心（百万一心）」と書かれた礎石が埋められていると伝わる。
満願寺の壇
満願寺を含む6段から成る曲輪群。
矢倉の壇
勢溜の壇からさらに南西に進んだ尾根にある8段の曲輪群。
一位の壇
矢倉の壇の北側にある10段の曲輪群。
尾崎丸
旧本城と新城の間を繋ぐ位置にあり、堀切で区画されている。独立的な性質を持つ17段の曲輪群であり、毛利隆元の居館があったと推定されている。
旧本城
尾崎丸の尾根から南東の麓に位置し、元就が城郭域を拡張するまでの本城。戦国時代初期の山城の形態をよく残している。尾崎丸との間（旧本城から見ると裏手側）には2つの堀切がある。旧本城の本丸にあたる曲輪には、西側の高台に物見台、隆元が一時期居住していたとされる屋敷などがあった。旧本城に相当する部分は、本丸・二の丸・三の丸など16の曲輪で構成され、曲輪の面積は4000平方メートル前後である。標高293メートル（比高90メートル）。
羽子の丸
本丸の北東（艮）の方角にあり、詰めの丸的な役割を与えられた独立的な曲輪。釜屋の壇とは幅7メートル、深さ3メートルの堀切で隔てられている。曲輪数は9段。
千浪郭群（せんろうかくぐん）
郡山の背後にある甲山（かぶとやま）との間を守る9段の曲輪群。

### 堀・縄手
大通院谷（だいつういんだに）
郡山城の西にある大通院谷川には、旧石器時代から近代までの複合遺跡として大通院谷遺跡があり、高宮郡衙関連遺跡と共に元就・輝元時代に作られたと思われる薬研堀や屋敷跡などが発見されている。薬研堀は、谷から南西に向けてに作られた内堀の起点となり、郡山南麓を回り込んで掘られていた。
内堀
大通院谷から南麓を取り巻いて、旧本城のあった東の尾根まで内堀が続いていた。現在の安芸高田少年自然の家前から県立吉田高等学校・市立吉田小学校の方向に堀があったと推定される。これらの堀の内側は、吉田郡山城を守備する里衆の居住区である。
外堀
吉田盆地を流れる可愛川と多治比川が、天然の外堀的な役割を果たしていた。
縄手
内堀の外側には道路（縄手）が整備されていた。城内の大手筋を下って祇園社（清神社）付近から南西方向に抜ける「祇園縄手」・大通院谷を下った方向から続く「香取縄手」などの山麓から里に向かって延びる7本の縄手と、これらの縄手を横に繋ぐ「竪縄手」がある。

### 屋敷・寺院
御蔵屋敷跡
三の丸から連なる帯曲輪（釣井の壇と勢溜の壇の間）にあったとされる兵糧庫。近くには江戸時代初期に崩された石垣が現在も残っている。
御里屋敷伝承地
毛利元就の屋敷があったと伝わる（安芸高田少年自然の家「輝ら里」の敷地内）。ただし、1991年-1992年（平成3年-平成4年）の試掘調査では遺構などが見つからなかったことから、屋敷の所在地としては再検討されている。同所の敷地内には、毛利元就像と三矢の訓碑が建てられている。
満願寺
勢溜の壇の南東部にあった寺。毛利氏の郡山入部前からあったとされ、現在は境内跡に2つの蓮池跡などが残っている。
その他、城内には、毛利元就墓所、毛利隆元墓所、伝元就火葬場跡、毛利氏歴代墓所（毛利時親から毛利豊元迄合葬墓、毛利興元、毛利幸松丸、尾崎局）、嘯岳禅師墓、百万一心碑などがある。

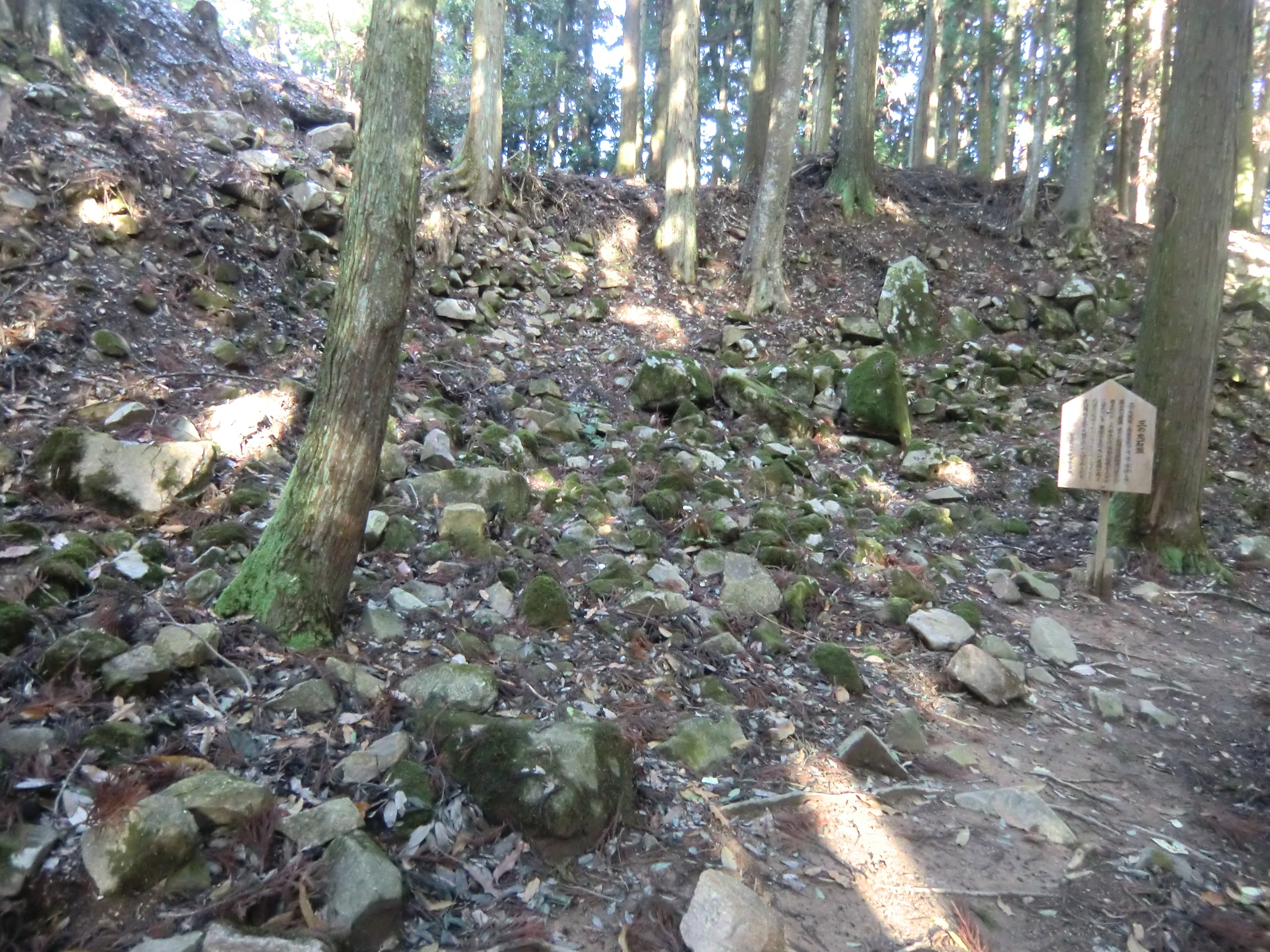
三の丸の石垣跡
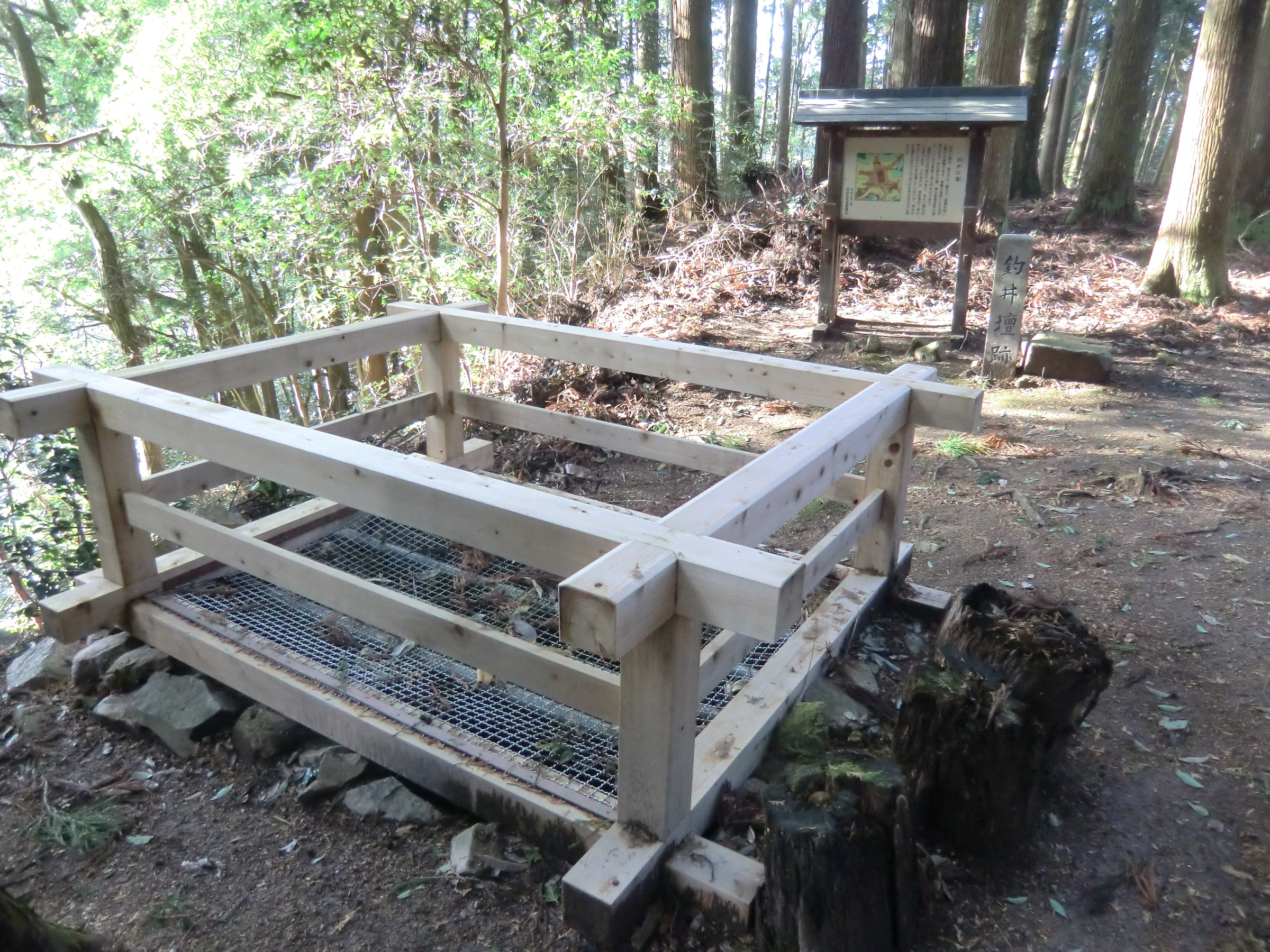
釣井の壇にある井戸跡
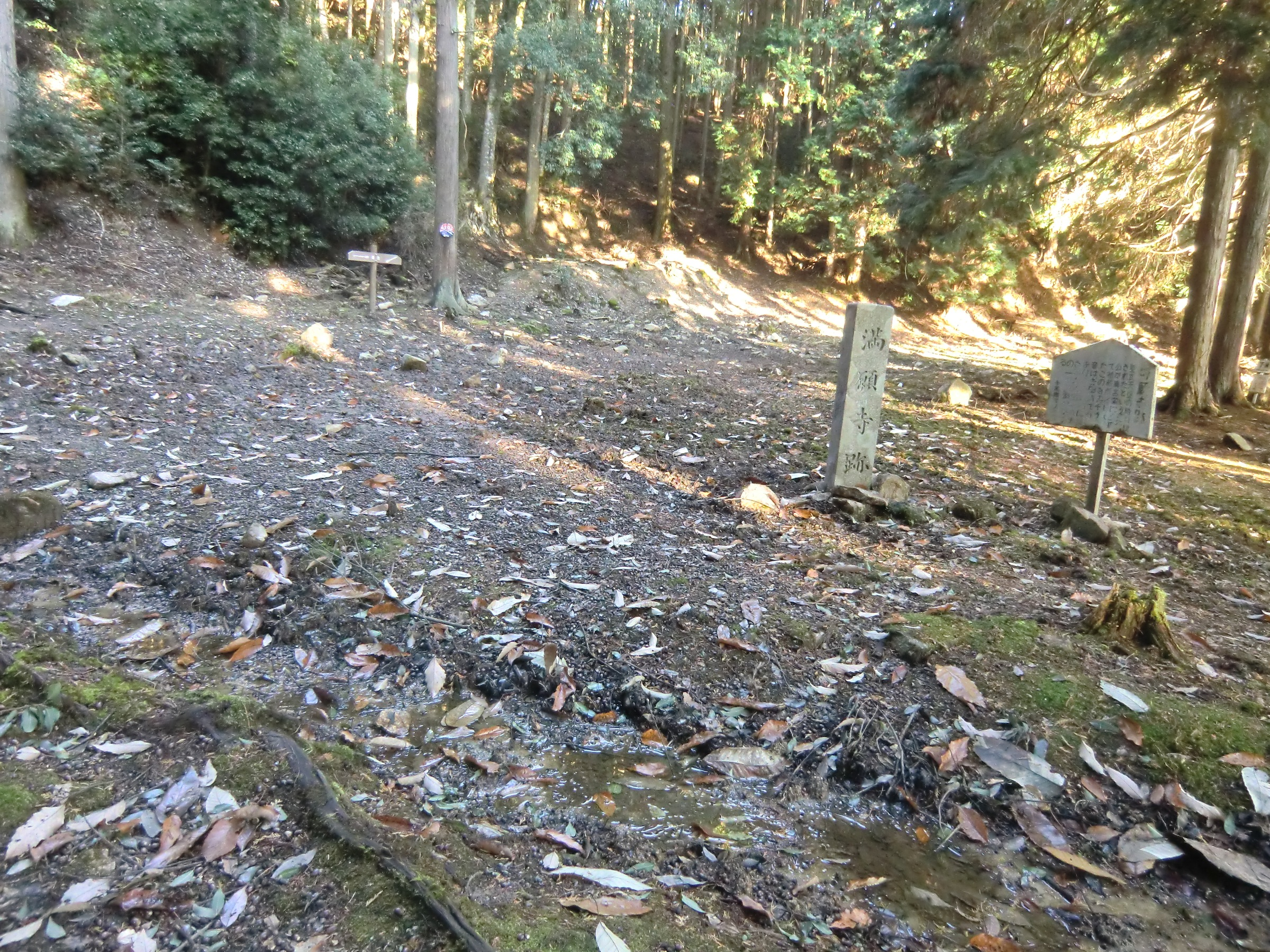
満願寺跡
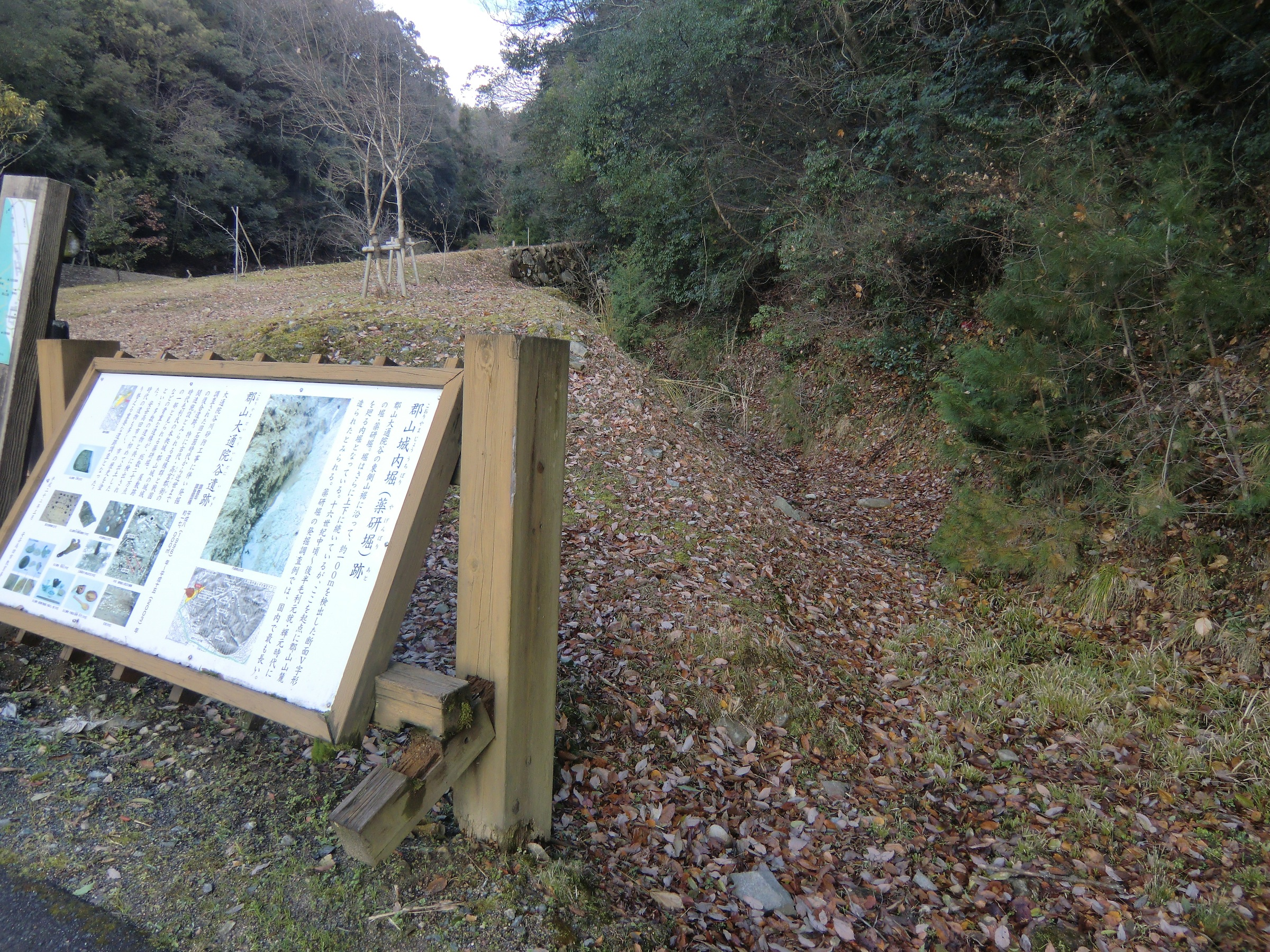
大通院谷にある薬研堀跡
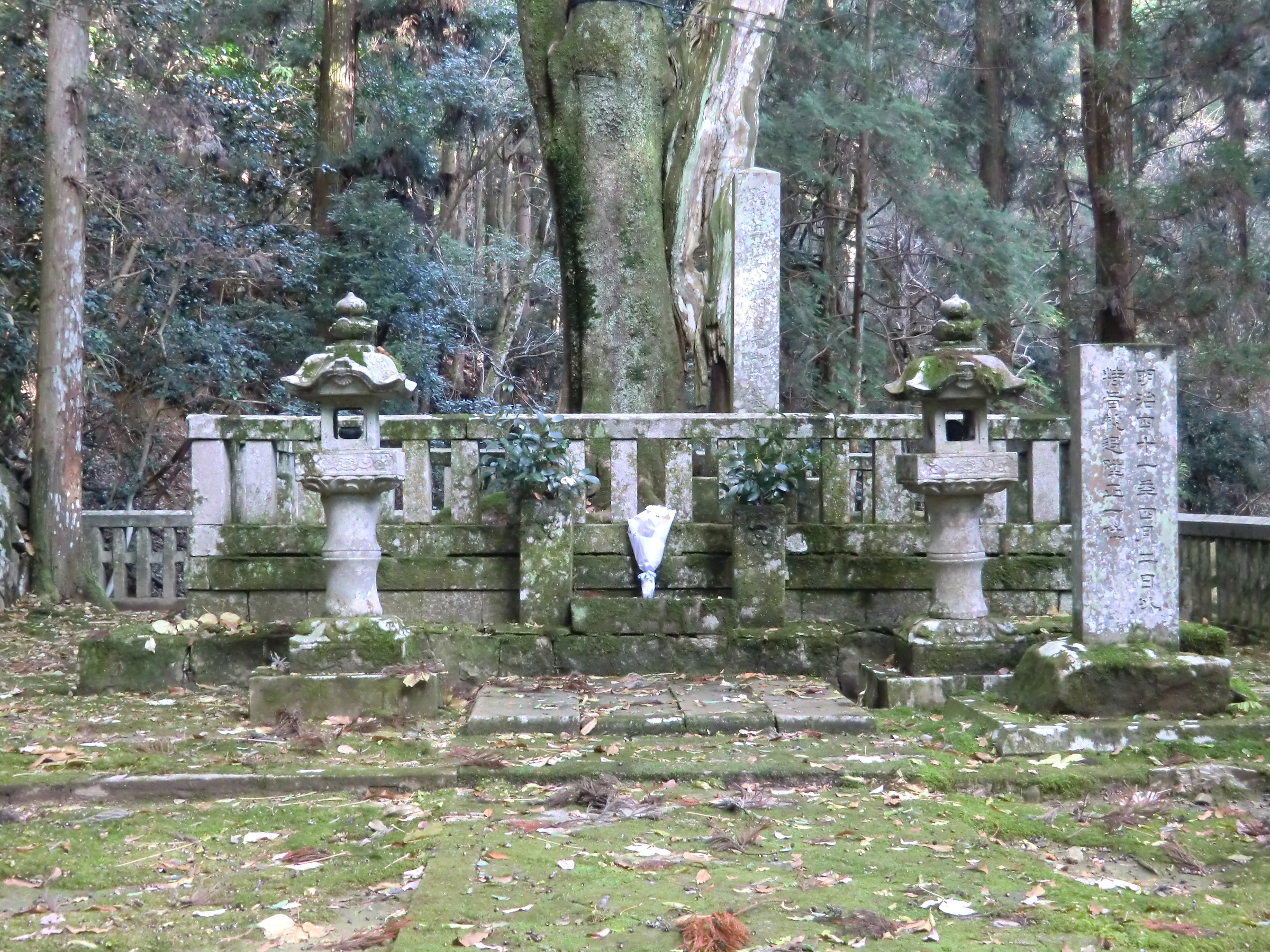
毛利元就墓所
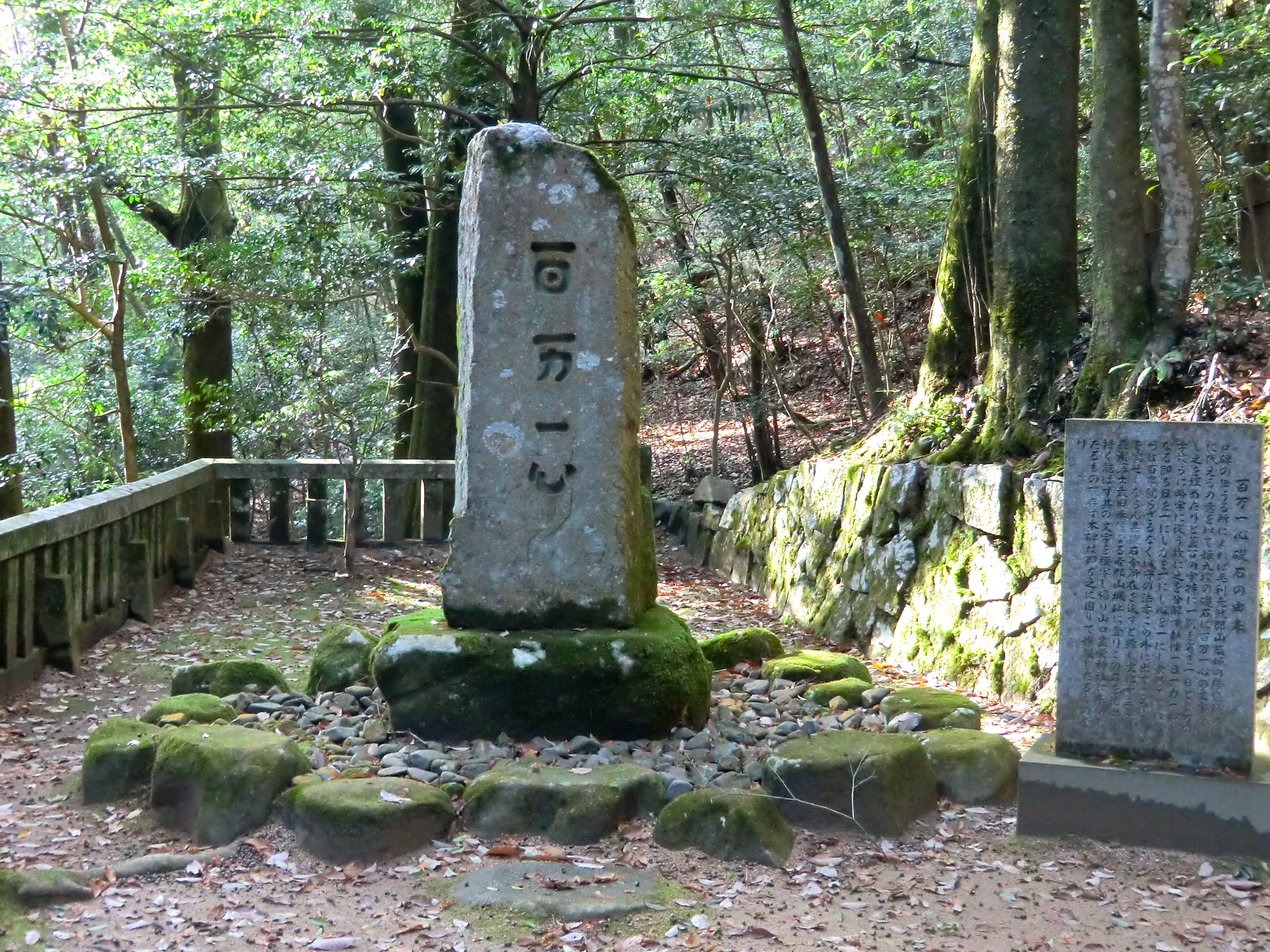
百万一心の碑
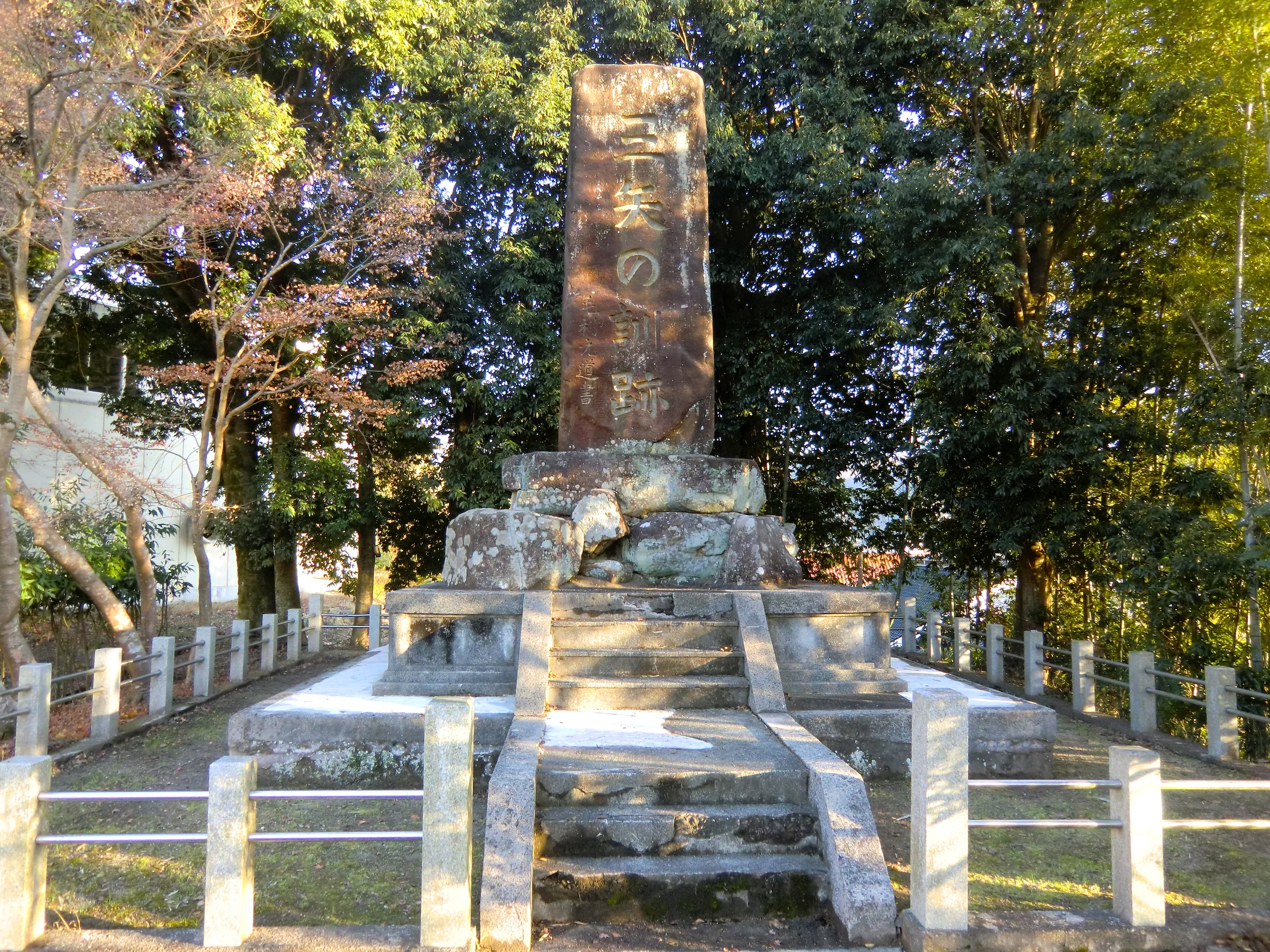
三矢の訓碑

## 現地情報
所在地
広島県安芸高田市吉田町郡山
（安芸高田市歴史民俗博物館から本丸跡まで徒歩45分）
山麓にある公共施設
- 安芸高田市歴史民俗博物館（駐車場・トイレあり、100名城スタンプの設置場所）
  - 広島県安芸高田市吉田町吉田278-1
- 大通院谷公園（駐車場・トイレあり）
- 清神社・郡山公園（トイレあり）